# Rue Paul Devigne
Pour les articles homonymes, voir Devigne.
La rue Paul Devigne (en néerlandais : Paul Devignestraat) est une rue bruxelloise de la commune de Schaerbeek qui va de la rue Vandenbussche à la rue des Chardons en passant par la rue Henri Stacquet et l'avenue Chazal.
La rue porte le nom du sculpteur belge Paul De Vigne (1843-1901) qui habita Schaerbeek à la rue du Progrès au numéro 76 puis au 159. La dénomination de la rue date de 1906.